# Frank Gill (cầu thủ bóng đá, sinh năm 1948)
Frank Gill (sinh ngày 5 tháng 12 năm 1948) là một cầu thủ bóng đá người Anh, thi đấu ở vị trí tiền vệ chạy cánh ở Football League cho Tranmere Rovers.
Gill khởi đầu sự nghiệp với tư cách học việc với Manchester United, trước khi gia nhập Tranmere Rovers năm 1968. Ông tiếp tục thi đấu cho Altrincham.